# Цезькі мови
Це́зькі мови або дідо́йські мови — підгрупа аваро-андо-цезьких мов, що входять у склад нахсько-дагестанської сім'ї. Як самостійний таксон виділилися зі складу аваро-андо-цезьких ймовірно в V ст. до н. е. до розпаду аваро-андійської підгрупи на аварську мову та андійську групу. Цезькі мови були безписемними до 1993 року.

## Склад
Виділяються мови західноцезької та східноцезької групи.
Західноцезькі мови
- Гінухська;
- Хваршинська;
- Інхокваринська;
- Цезька.

Розділення західноцезької на гінухську, протохваршинську та цезьку датується III ст. н. е., в IX ст. протохваршинська розділяється на хваршинську та інхокваринську.
Східноцезькі мови
- Бежтинська;
- Гунзибська.

Розділення східноцезької датується IX століття н. е.